# Baudouin Prot
Baudouin Prot (* 24. Mai 1951 in Paris) ist ein französischer Manager.

## Leben
Prot studierte an der École des hautes études commerciales de Paris (HEC) und an der École nationale d’administration (ENA). Von 1974 bis 1983 war Prot stellvertretender Präfekt der Region Franche-Comté und General Inspekteur der Finanzen. 1983 wechselte Prot zur französischen Bank BNP. Nachdem die BNP mit der französischen Bank Paribas 2000 fusionierte, wurde Prot 2003 Vorsitzender der BNP Paribas. Zum 1. Dezember 2014 gab er den Posten als Vorstand an Jean Lemierre ab.
Im April 2010 wurde Prot Offizier der Ehrenlegion.